# Шойчешть
Шойчешть, Шойчешті (рум. Șoicești) — село у повіті Алба в Румунії. Входить до складу комуни Аврам-Янку.
Село розташоване на відстані 333 км на північний захід від Бухареста, 65 км на північний захід від Алба-Юлії, 74 км на південний захід від Клуж-Напоки, 140 км на північний схід від Тімішоари.

## Населення
За даними перепису населення 2002 року у селі проживали 39 осіб, усі — румуни. Усі жителі села рідною мовою назвали румунську.